# Irina Pauls
Irina Pauls (* 2. Juni 1961 in Leipzig) ist eine deutsche Choreografin und Regisseurin.

## Leben
Pauls ist in Leipzig aufgewachsen. Sie ist die jüngere Schwester des Schauspielers und Kabarettisten Tom Pauls. Ihre Tanzausbildung bekam sie an der Palucca Schule Dresden. Auf diese folgte ein Choreografiestudium an der Theaterhochschule „Hans Otto“ Leipzig.
Irina Pauls arbeitete als Direktorin der Tanztheater am Landestheater Altenburg, Schauspiel Leipzig, Oldenburgischen Staatstheater, Theater der Stadt Heidelberg und als Direktorin der Tanztheaterkooperation der Theater Freiburg/Heidelberg.
Sie entwickelte Choreografien für das Deutsche Nationaltheater Weimar, das Staatstheater Schwerin, das Theater Erfurt, das Staatstheater Cottbus, das Bayerische Staatsschauspiel München, das Schauspiel Essen, das Ballett Panfilow Perm (Russland), Theatre of Northern Greece Thessaloniki (Griechenland), das CoisCeim Dance Theatre Dublin (Irland) und das Theater Junge Generation Dresden. 
Pauls gab Workshops in Perm, Kiew, Dublin und Manila.
Performances sind unter ihrer Leitung entstanden für: Glashalle Neue Messe Leipzig, Grassimuseum Leipzig, Lorenzkirche Nürnberg, St. Jakobi-Kirche Stralsund, Reithalle Worpswede, Kunstverein Heidelberg, Kurpfälzisches Museum der Stadt Heidelberg, Peterskirche Heidelberg, Heidelberger Schloss, Orgelfabrik Karlsruhe, Augustinermuseum Freiburg und Flughafen Leipzig/Halle. 
Sie erhielt den Choreografiepreis des Ministeriums für Kultur.
Seit Herbst 2007 ist sie künstlerische Leiterin der Company und der Company D.C. Dilligence am Leipziger Tanztheater.
In ihrer künstlerischen Arbeit setzt sich Pauls mit zahlreichen Genres und Themen auseinander. So zum Beispiel in Moor (1998) mit Landschaft, in One Half of Front (1999) mit Bewegungsrecherche, in Morgen und Morgen (2000) mit Gesellschaft, in als ob (1999) mit zeitgenössischer Musik, in Die Geschichte von Macbeth (2005) mit der Klassischen Dramatik, in Vater oder die Anatomie eines Mordes (2005) mit neuen Theatertexten, in wait and see (2001) mit Architektur und in Orpheus und Eurydike (1996) mit Oper.
Pauls lebt in Leipzig.

## Produktionen (Auswahl)
- Pflegestufe IV (2009)
- Tintenfisch und Pommes (2009)
- Kafkas Verwandlung (2008)
- Escalators (2008)
- freeze (2008)
- Eischnee (2007)
- Hanging On By A Thread (2006)